# Henne Kirkeby Kro
Henne Kirkeby Kro er en dansk kro og gourmetrestaurant, beliggende i landsbyen Henne Kirkeby, få kilometer øst for Vesterhavet og Henne Strand i Varde Kommune. Den har siden februar 2017 haft to stjerner i Michelinguiden. Køkkenchef har siden 2012 været kokken Paul Cunningham.

## Historie
Kroen blev opført i 1790 ud til hovedvejen mellem badestederne ved Vesterhavet og Varde og fik Henne Kirke og kirkegården som umiddelbar nabo mod vest. Ved siden af kroen blev anlagt en stor have, hvor køkkenet kunne dyrke råvarer.
I 1981 overtog kok Hans Beck Thomsen stedet og blev den tredje generation af familien, som stod i spidsen for kro og restaurant. Han begyndte roligt at forvandle køkkenet mod bedre kvalitet og gourmet, og i 2001 blev den kåret som "Årets restaurant" af Den danske Spiseguide. Året efter blev kroens sommelier Jacob Justesen kåret til "Årets sommelier" af samme magasin.
2007 blev sidste år, hvor kroen var i familien Beck Thomsens eje, da man valgte at sælge stedet til Flemming Skouboe, ejer af Fænø. Herefter lukkede kroen og gennemgik en stor renovering i både restaurant og på værelserne for et trecifret millionbeløb. Kroen genåbnede i 2009 med Allan Poulsen som køkkenchef, og i 2010 blev den tilhørende nabogård tilknyttet kroen som anneks. I 2011 blev restauranten for anden gang kåret til Danmarks bedste restaurant, og året efter "Nordens bedste restaurant".
I 2012 blev Paul Cunningham ansat som køkkenchef, og i februar 2016 fik Henne Kirkeby Kro deres første stjerne i Michelinguiden. Et år senere havde restauranten dobbelt så mange gæster, som de før havde haft, og ofte var både frokost og aften fuldt besat. Ved michelinuddelingen i 2017 fik restauranten to stjerner i guiden som den første i Jylland. I 2018 blev stjernerne fornyet.

## Anerkendelse
– køkkenchef nævnt i parentes.
- 2001 – årets restaurant i Danmark (Hans Beck Thomsen)
- 2011 – årets restaurant i Danmark (Allan Poulsen)
- 2012 – Nordens bedste restaurant (Allan Poulsen)
- 2016 – én stjerne i Michelinguiden (Paul Cunningham)
- 2017 – to stjerner i Michelinguiden (Paul Cunningham)